# Kwadwo Asamoah
Pour les articles homonymes, voir Asamoah.
Kwadwo Asamoah, né le 9 décembre 1988 à Accra au Ghana, est un footballeur international ghanéen évoluant au poste de défenseur latéral.
Asamoah commence sa carrière au Torino FC mais n'y joue aucun match. Il s'engage alors en faveur de l'Udinese Calcio où il devient un pilier du milieu de terrain. Ses performances convainquent la Juventus de le recruter à l'été 2012. Au sein du club turinois, Asamoah remporte le championnat à six reprises et atteint la finale de la Ligue des champions en 2015.
Convoqué en 2009 avec le Ghana, Asamoah intègre rapidement les Black Stars. Il atteint lors de la Coupe du monde 2010 les quarts de finale. Asamoah prend part à quatre Coupes d'Afrique des nations et deux Coupes du monde.

## Biographie

### Carrière

#### Udinese Calcio (2008-2012)
Il participe à la Coupe d'Afrique des nations 2008 avec le Ghana. Il est sélectionné dans la liste des 23 pour la Coupe du monde 2010.
Asamoah débute en Serie A le 11 janvier 2009 en remplaçant Fernando Tissone contre la Sampdoria.
Lors de la saison 2010-2011, il aide son équipe à accéder au tour préliminaire de la Ligue des champions.

#### Juventus (2012-2018)
Le 2 juillet 2012, Asamoah rejoint la Juventus de Turin à peine sacrée championne d'Italie, en compagnie de son coéquipier Mauricio Isla.
Le 11 août 2012, En finale de la Supercoupe d'Italie, Asamoah égalise grâce à une frappe de 25 mètres contre le SSC Naples et gagne d'emblée son premier titre avec la Juventus. Séduit par la forme du ghanéen, Antonio Conte le fait débuter fin août en ouverture du championnat contre Parme. Asamoah réalise à nouveau un match convaincant et délivre une passe pour un succès 2-0 à domicile. Le 16 septembre, il ouvre son compteur en championnat contre le Genoa.

#### Inter (2018-2020)
Lors de l'été 2018, Kwadwo Asamoah rejoint l'Inter Milan.
Asamoah joue son premier match pour l'Inter le 19 août 2018, lors de la première journée de la saison 2018-2019 de Serie A, contre l'US Sassuolo. Il est titularisé et son équipe est battue par un but à zéro.

#### Cagliari (2021)
En fin de contrat depuis l'été 2020, il s'engage en février 2021 jusqu’à la fin de la saison avec Cagliari. En juillet 2021 il quitte Cagliari, seulement six mois après son arrivée.

## Palmarès
- Juventus Football Club
  - Serie A :
    - Champion : 2013, 2014, 2015, 2016, 2017 et 2018.

  - Coupe d'Italie :
    - Vainqueur :  2015, 2016, 2017 et 2018.

  - Supercoupe d'Italie :
    - Vainqueur : 2012, 2013 et  2015.
    - Finaliste : 2014, 2016 et 2017.

  - Ligue des champions :
    - Finaliste : 2015 et 2017
- Ghana
  - Coupe d'Afrique des nations :
    - Finaliste : 2010.
    - Troisième : 2008.

## Statistiques
| Saison                | Club                  | Championnat           | Championnat | Championnat | Championnat | Coupe(s) nationale(s) | Coupe(s) nationale(s) | Coupe(s) nationale(s) | Supercoupe | Supercoupe | Supercoupe | Compétition(s) continentale(s) | Compétition(s) continentale(s) | Compétition(s) continentale(s) | Compétition(s) continentale(s) | Ghana | Ghana | Ghana | Total | Total | Total |
| Saison                | Club                  | Division              | M.          | B.          | P.d.        | M.                    | B.                    | P.d.                  | M.         | B.         | P.d.       | Comp.                          | M.                             | B.                             | P.d.                           | M.    | B.    | P.d.  | M.    | B.    | P.d.  |
| 2007-2008             | Torino FC             | Serie A               | -           | -           | -           | -                     | -                     | -                     | -          | -          | -          | -                              | -                              | -                              | -                              | 1     | 0     | 0     | 1     | 0     | 0     |
| 2008-2009             | Udinese Calcio        | Serie A               | 20          | 2           | 0           | 2                     | 0                     | 0                     | -          | -          | -          | C3                             | 6                              | 0                              | 2                              | 3     | 1     | 0     | 31    | 3     | 2     |
| 2009-2010             | Udinese Calcio        | Serie A               | 25          | 1           | 1           | 2                     | 0                     | 0                     | -          | -          | -          | -                              | -                              | -                              | -                              | 16    | 0     | 3     | 43    | 1     | 4     |
| 2010-2011             | Udinese Calcio        | Serie A               | 38          | 2           | 4           | 1                     | 0                     | 0                     | -          | -          | -          | -                              | -                              | -                              | -                              | 9     | 0     | 2     | 48    | 2     | 6     |
| 2011-2012             | Udinese Calcio        | Serie A               | 31          | 3           | 2           | -                     | -                     | -                     | -          | -          | -          | C1+C3                          | 2+7                            | 0                              | 0+2                            | 13    | 0     | 0     | 53    | 3     | 4     |
| Sous-total            | Sous-total            | Sous-total            | 114         | 8           | 7           | 7                     | 0                     | 0                     | -          | -          | -          | -                              | 15                             | 0                              | 4                              | 42    | 1     | 5     | 178   | 9     | 16    |
| 2012-2013             | Juventus Turin        | Serie A               | 27          | 2           | 6           | 1                     | 0                     | 0                     | 1          | 1          | 0          | C1                             | 7                              | 0                              | 1                              | 13    | 2     | 2     | 49    | 5     | 9     |
| 2013-2014             | Juventus Turin        | Serie A               | 34          | 2           | 3           | 1                     | 0                     | 0                     | 1          | 0          | 0          | C1+C3                          | 5+6                            | 0                              | 0+1                            | 10    | 1     | 1     | 57    | 3     | 5     |
| 2014-2015             | Juventus Turin        | Serie A               | 7           | 0           | 0           | -                     | -                     | -                     | -          | -          | -          | C1                             | 3                              | 0                              | 1                              | 4     | 0     | 0     | 14    | 0     | 1     |
| 2015-2016             | Juventus Turin        | Serie A               | 11          | 0           | 1           | 2                     | 0                     | 1                     | -          | -          | -          | C1                             | -                              | -                              | -                              | -     | -     | -     | 13    | 0     | 2     |
| 2016-2017             | Juventus Turin        | Serie A               | 18          | 0           | 1           | 3                     | 0                     | 0                     | -          | -          | -          | C1                             | 3                              | 0                              | 0                              | -     | -     | -     | 24    | 0     | 1     |
| 2017-2018             | Juventus Turin        | Serie A               | 19          | 0           | 1           | 4                     | 0                     | 0                     | -          | -          | -          | C1                             | 3                              | 0                              | 0                              | -     | -     | -     | 26    | 0     | 1     |
| Sous-total            | Sous-total            | Sous-total            | 116         | 4           | 12          | 11                    | 0                     | 1                     | 2          | 1          | 0          | -                              | 27                             | 0                              | 3                              | 27    | 3     | 3     | 183   | 8     | 19    |
| 2018-2019             | Inter Milan           | Serie A               | 32          | 1           | 1           | 1                     | 1                     | 0                     | -          | -          | -          | C1+C3                          | 9                              | 0                              | 1                              | 3     | 0     | 0     | 45    | 2     | 2     |
| 2019-2020             | Inter Milan           | Serie A               | 8           | 0           | 1           | -                     | -                     | -                     | -          | -          | -          | C1                             | 3                              | 0                              | 0                              | -     | -     | -     | 11    | 0     | 1     |
| Sous-total            | Sous-total            | Sous-total            | 40          | 0           | 2           | 1                     | 0                     | 0                     | -          | -          | -          | -                              | 12                             | 0                              | 2                              | 3     | 0     | 0     | 56    | 0     | 4     |
| Total sur la carrière | Total sur la carrière | Total sur la carrière | 270         | 13          | 20          | 17                    | 1                     | 1                     | 2          | 1          | 0          | -                              | 53                             | 0                              | 8                              | 72    | 4     | 8     | 414   | 19    | 37    |

### Buts internationaux
| 0 | Date             | Lieu                                                        | Adversaire | Score | Résultat | Compétition                       |
| - | ---------------- | ----------------------------------------------------------- | ---------- | ----- | -------- | --------------------------------- |
| 1 | 7 juin 2009      | Stade du 26 mars, Bamako, Mali                              | Mali       | 0-1   | 0-2      | Éliminatoires Coupe du monde 2010 |
| 2 | 20 janvier 2013  | Stade de Nelson Mandela Bay, Port Elizabeth, Afrique du Sud | RD Congo   | 2-0   | 2-2      | CAN 2013                          |
| 3 | 9 février 2013   | Stade de Nelson Mandela Bay, Port Elizabeth, Afrique du Sud | Mali       | 1-2   | 1-3      | CAN 2013                          |
| 4 | 6 septembre 2013 | Baba Yara Stadium, Kumasi, Ghana                            | Zambie     | 2-0   | 2-0      | Éliminatoires Coupe du monde 2014 |